# Sergio Araujo
Sergio Ezequiel Araujo (Buenos Aires, 28 gennaio 1992) è un calciatore argentino, attaccante del Cerro Porteño.

## Biografia
L'8 novembre 2016 viene condannato a nove mesi di reclusione e due anni di sospensione della patente per essersi rifiutato di sottoporsi ad un test alcolemico il 26 settembre.

## Carriera

### Club
Ha debuttato con il Boca Juniors il 14 dicembre 2009 contro il Banfield. Il 21 novembre 2010 ha segnato la sua prima rete, contro l'Arsenal de Sarandi. Nel 2012 viene acquistato in prestito dal Barcellona B. Il 1º luglio 2014 passa in prestito al Las Palmas, squadra militante nella seconda divisione spagnola. Il 10 luglio 2015 viene riscattato.

### Nazionale
Nel 2009 ha partecipato con la nazionale argentina U-17 al mondiale Under-17, realizzando tre reti.

## Statistiche

### Presenze e reti nei club
Statistiche aggiornate al 19 febbraio 2023.
| Stagione            | Squadra             | Campionato          | Campionato | Campionato | Coppe nazionali | Coppe nazionali | Coppe nazionali | Coppe continentali | Coppe continentali | Coppe continentali | Altre coppe | Altre coppe | Altre coppe | Totale | Totale |
| Stagione            | Squadra             | Comp                | Pres       | Reti       | Comp            | Pres            | Reti            | Comp               | Pres               | Reti               | Comp        | Pres        | Reti        | Pres   | Reti   |
| ------------------- | ------------------- | ------------------- | ---------- | ---------- | --------------- | --------------- | --------------- | ------------------ | ------------------ | ------------------ | ----------- | ----------- | ----------- | ------ | ------ |
| 2009-2010           | Boca Juniors        | PD                  | 1          | 0          | -               | -               | -               | CS                 | 0                  | 0                  | -           | -           | -           | 1      | 0      |
| 2010-2011           | Boca Juniors        | PD                  | 9          | 1          | -               | -               | -               | -                  | -                  | -                  | -           | -           | -           | 9      | 1      |
| 2011-2012           | Boca Juniors        | PD                  | 9          | 0          | CA              | 2               | 1               | CL                 | 3                  | 0                  | -           | -           | -           | 14     | 1      |
| Totale Boca Juniors | Totale Boca Juniors | Totale Boca Juniors | 19         | 1          |                 | 2               | 1               |                    | 3                  | 0                  |             | -           | -           | 24     | 2      |
| 2012-2013           | Barcellona B        | SD                  | 34         | 7          | -               | -               | -               | -                  | -                  | -                  | -           | -           | -           | 34     | 7      |
| 2013-2014           | Tigre               | PD                  | 23         | 4          | CA              | 0               | 0               | -                  | -                  | -                  | -           | -           | -           | 23     | 4      |
| 2014-2015           | Las Palmas          | SD                  | 39+4       | 23+2       | CR              | 1               | 0               | -                  | -                  | -                  | -           | -           | -           | 44     | 25     |
| 2015-2016           | Las Palmas          | PD                  | 30         | 5          | CR              | 1               | 0               | -                  | -                  | -                  | -           | -           | -           | 31     | 5      |
| 2016-gen. 2017      | Las Palmas          | PD                  | 11         | 2          | CR              | 1               | 0               | -                  | -                  | -                  | -           | -           | -           | 12     | 2      |
| gen.-giu. 2017      | AEK Atene           | SL                  | 9+6        | 4+1        | CG              | 6               | 4               | UEL                | -                  | -                  | -           | -           | -           | 21     | 9      |
| ago. 2017           | Las Palmas          | PD                  | 2          | 0          | CR              | 0               | 0               | -                  | -                  | -                  | -           | -           | -           | 2      | 0      |
| ago. 2017-2018      | AEK Atene           | SL                  | 23         | 11         | CG              | 8               | 2               | UEL                | 8                  | 1                  | -           | -           | -           | 39     | 14     |
| 2018-2019           | Las Palmas          | SD                  | 26         | 4          | CR              | 0               | 0               | -                  | -                  | -                  | -           | -           | -           | 26     | 4      |
| 2019-gen. 2020      | Las Palmas          | SD                  | 4          | 0          | CR              | 2               | 0               | -                  | -                  | -                  | -           | -           | -           | 6      | 0      |
| gen.-giu. 2020      | AEK Atene           | SL                  | 5+10       | 1+2        | CG              | 4               | 0               | UEL                | -                  | -                  | -           | -           | -           | 19     | 3      |
| 2020-2021           | Las Palmas          | SD                  | 29         | 11         | CR              | 0               | 0               | -                  | -                  | -                  | -           | -           | -           | 29     | 11     |
| Totale Las Palmas   | Totale Las Palmas   | Totale Las Palmas   | 141+4      | 45+2       |                 | 5               | 0               |                    | -                  | -                  |             | -           | -           | 150    | 47     |
| 2021-2022           | AEK Atene           | SL                  | 21+6       | 11+1       | CG              | 2               | 0               | UECL               | 2                  | 0                  | -           | -           | -           | 31     | 12     |
| 2022-2023           | AEK Atene           | SL                  | 22         | 5          | CG              | 5               | 0               | -                  | -                  | -                  | -           | -           | -           | 27     | 5      |
| Totale AEK Atene    | Totale AEK Atene    | Totale AEK Atene    | 80+22      | 32+4       |                 | 25              | 6               |                    | 10                 | 1                  |             | -           | -           | 137    | 43     |
| Totale carriera     | Totale carriera     | Totale carriera     | 323        | 95         |                 | 32              | 7               |                    | 13                 | 1                  |             | -           | -           | 368    | 103    |

## Palmarès

### Competizioni nazionali
- Campionato greco: 2

AEK Atene: 2017-2018, 2022-2023
- Coppa di Grecia: 1

AEK Atene: 2022-2023